# Гідрографія Європи
Гідрографія Європи – опис водних об'єктів (річки,  озера, водосховища, моря), їхнього розташування, походження, розмірів, режиму, зв'язків з іншими елементами довкілля на європейському континенті. . 
Гідрографічні дослідження мають велике значення для управління водними ресурсами. Зокрема, згідно з Водною рамковою директивою Європейського Союзу, прийнятою в 2000 р., гідрографічне районування території країн є важливим етапом для створення планів управління басейнами річок при реалізації водної політики. Такий підхід застосовують як країни-члени ЄС, так й інші європейські країни, які взяли за основу положення ВРД ЄС.

## Головний європейський вододіл

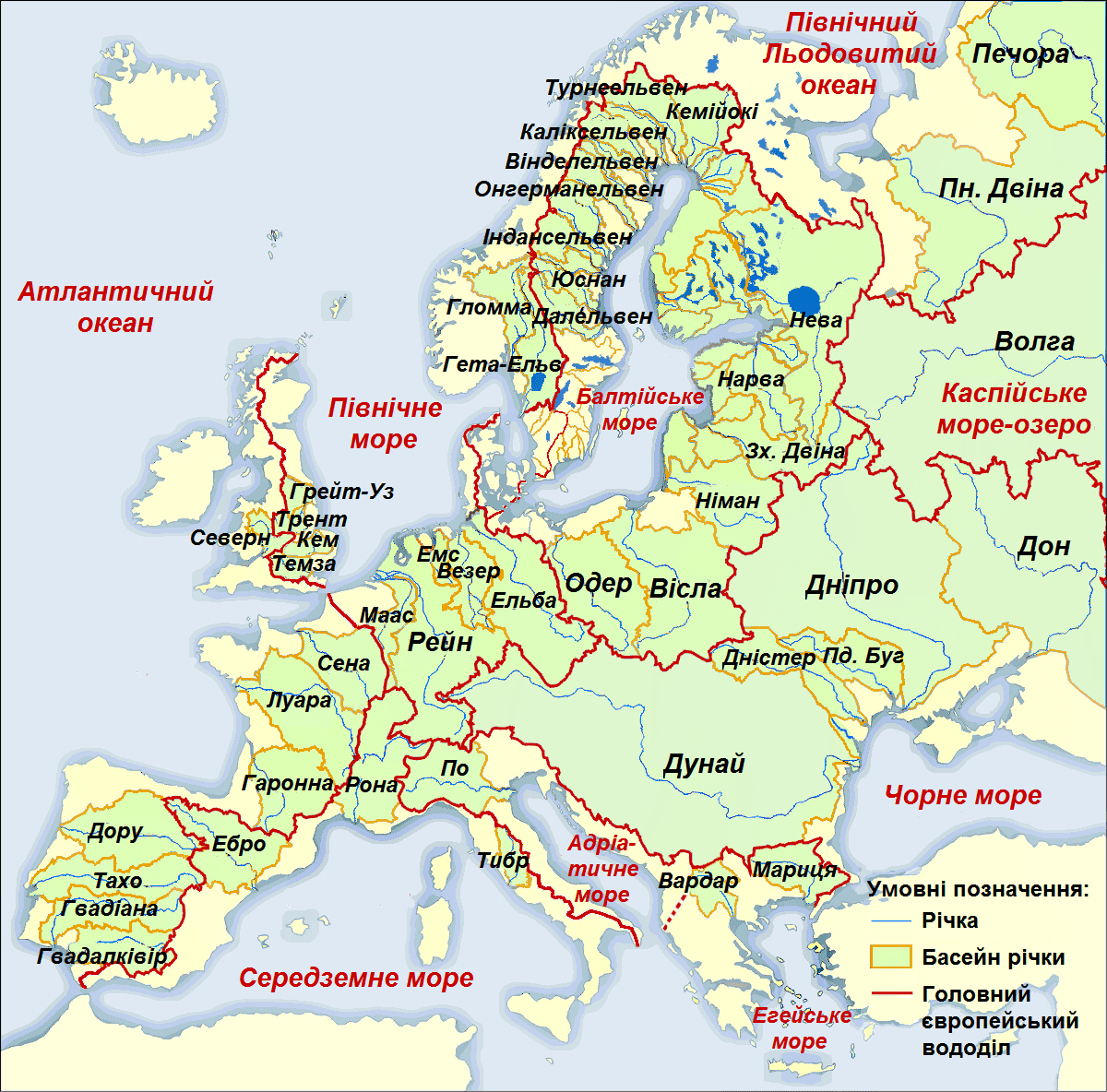
Головний європейський вододіл на карті Європи

Європа має густу гідрографічну мережу, що належить переважно до басейну Атлантичного океану. Лише небагато річок несуть свої води в моря Північного Льодовитого океану.
Лінія, що відокремлює басейни річок, які впадають в Атлантичний океан і моря північної Атлантики, від тих, що живлять Середземне, Адріатичне та Чорне моря називається Головним європейським вододілом. Він простягається від Гібралтару на краю Піренейського півострова  на південному заході до безстічного басейну Каспійського моря-озера на північному сході. 
Відтинок Головного європейського вододілу (Атлантично-чорноморський вододіл) на території України пролягає трьома західними областями. У Закарпатській області він проходить лінією державного кордону між Польщею та Україною, далі Львівською і Волинською областями на Білорусь. 

## Річки

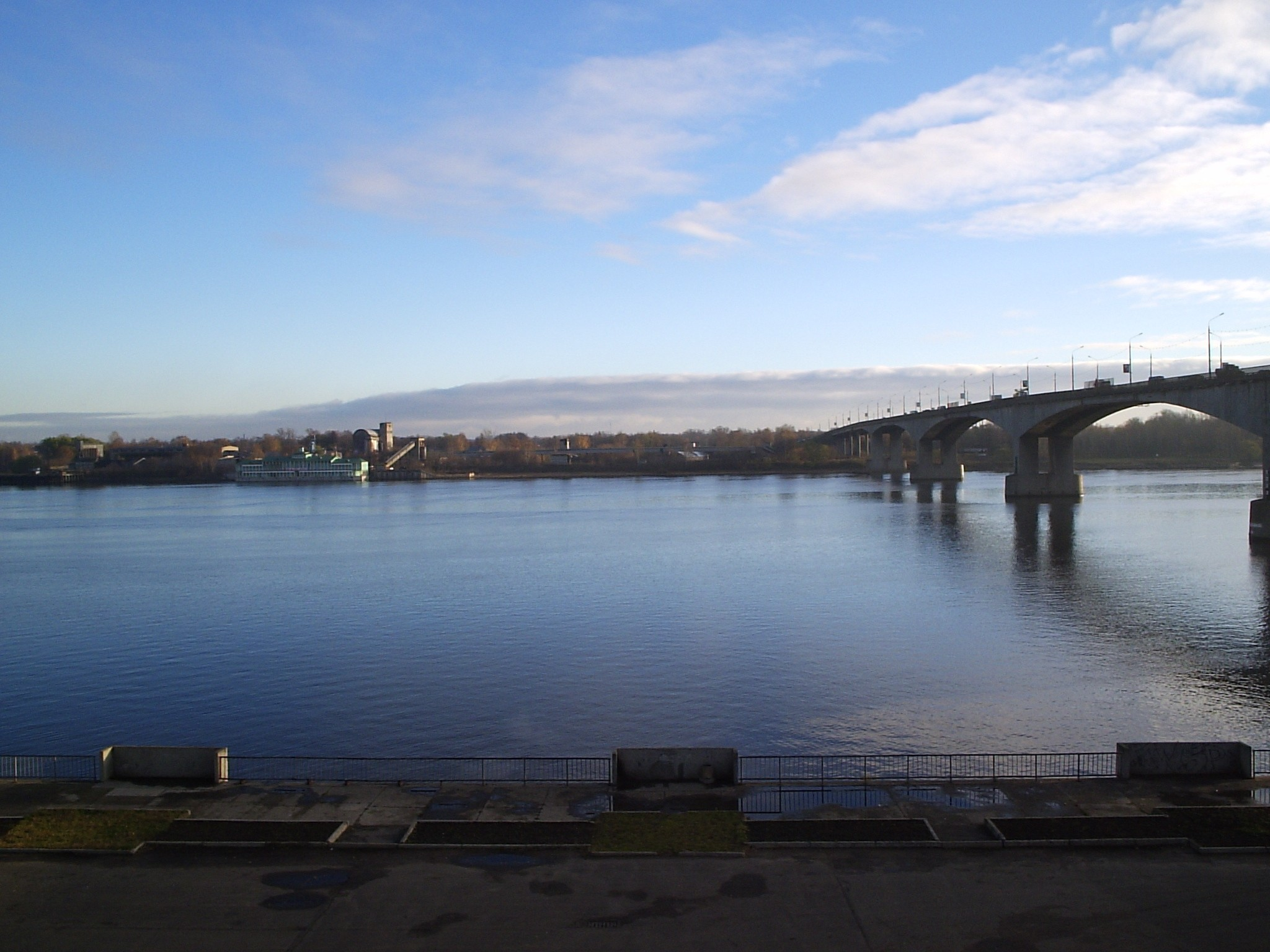
Волга - найбільша річка Європи

Річки, які розташовані в Північній, Західній та Південній Європі вирізняються порівняно невеликою довжиною та площею басейну (окрім Дунаю). Це пов’язано з відносно малою площею цієї частини території Європи, її сильною горизонтальною розчленованістю та частим чергуванням гір і рівнин. У більшості великих і середніх річок поряд з ділянками русла, розташованими на рівнинах, є ділянки, що дренують гори. Складність морфології річкових басейнів доповнюється строкатістю кліматичних умов, режиму живлення та стоку. 

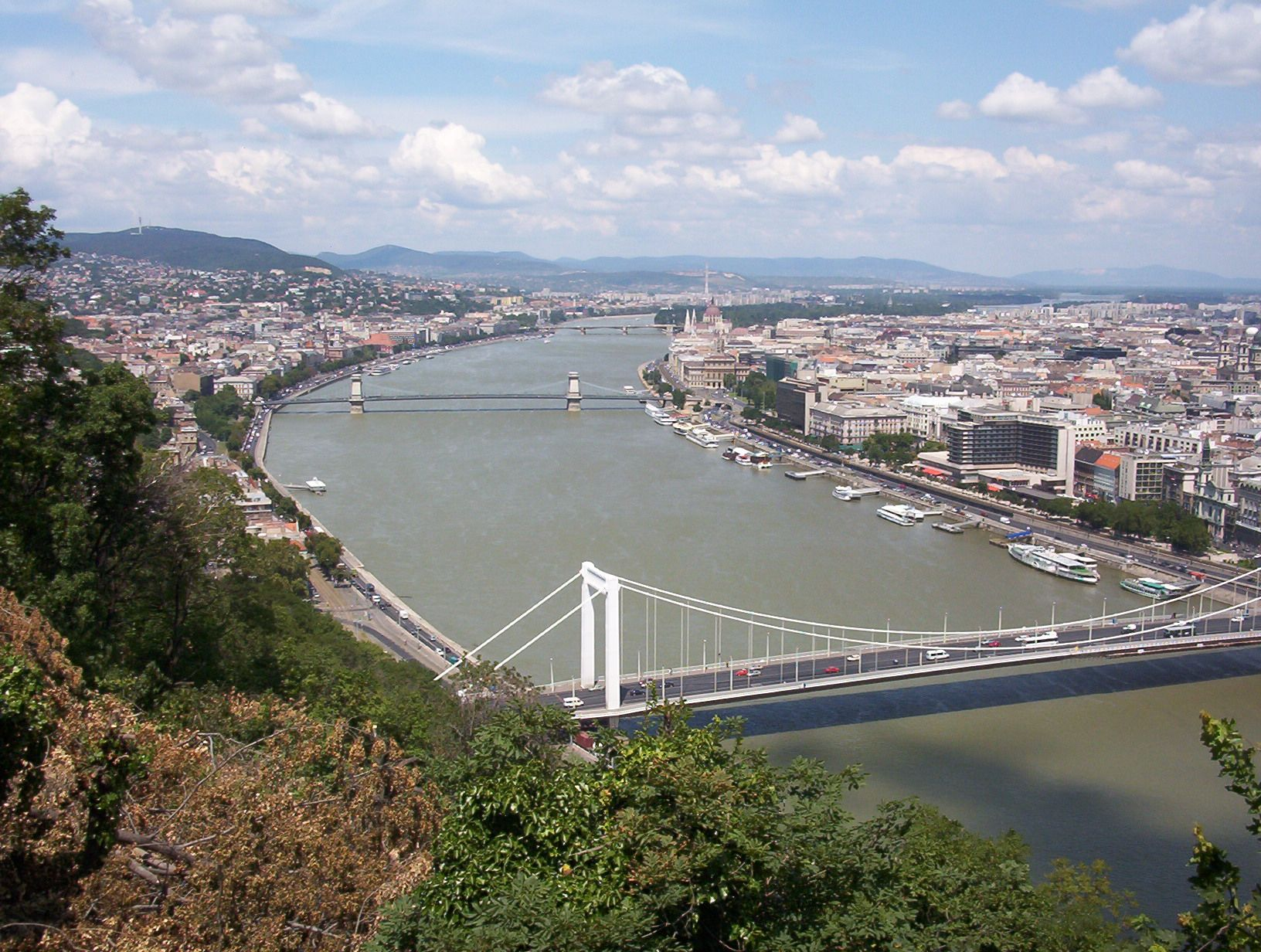
Дунай - друга річка в Європі

Специфікою річкових басейнів Європи є їхня транскордонність.  Так, з понад 260 транскордонних річкових басейнів, що є у світі, понад 70 – знаходяться в Європі.
У географічному розподілі типів річок за джерелами живлення виявляється зональна закономірність. Загалом з півночі на південь Європи у живленні річок зменшується частка талих вод льодовиків та снігів та збільшується роль дощових вод. Але у гірських районах ця закономірність порушується. Навіть на півдні Європи у зв'язку з накопиченням у нівальному поясі снігу талі води навесні є додатковим, а для деяких річок суттєвим джерелом живлення. У цьому проявляється вертикальна поясність стоку. 
Для Східної Європи характерною рисою є континентальність: якщо у Західній Європі найбільша відстань до морського берега - 600 км, то у Східній Європі є точки, віддалені від моря на 1000 км. Східна частина європейського континенту є величезною територією, що вирізняється різноманітністю природно-географічних умов. Більшу її частину займає Східноєвропейська рівнина, площа якої становить близько 4 млн км2. 
Річки Східної Європи мають значні довжину та площу водозбору, чому сприяли великі рівнинні простори цієї частини світу. У межах Східної Європи протікають тисячі річок. Річки північних територій належать до басейну Північного Льодовитого океану, західних – до басейну Атлантичного океану, центральних та східних – до басейну внутрішнього стоку (Каспійське море-озеро), до якого належить і найбільша річка Європи – Волга.

### Найдовші річки
Річки, які мають довжину понад 1000 км: 1) Волга, 2) Дунай, 3) Урал, 4) Дніпро, 5) Дон, 6) Печора, 7) Кама, 8) Північна Двіна-Вичегда, 9) Ока, 10) Біла, 11) Дністер, 12) Вятка, 13) Рейн, 14) Десна, 15) Ельба, 16) Сіверський Донець, 17) Вісла, 18) Західна Двіна, 19) Тахо, 20) Луара.

### Річки з найбільшою водоносністю
За водоносністю річки Європи розташовуються наступним чином: 1) Волга, 2) Дунай, 3) Печора, 4) Кама, 5) Північна Двіна, 6) Нева, 7) Рейн, 8) Сава, 9) Рона, 10) Дніпро, 11) По, 12) Ока, 13) Вісла, 14) Біла, 15) Мезень, 16) Ельба, 17) Луара, 18) Тиса, 19) Гломма, 20) Дон.

## Озера

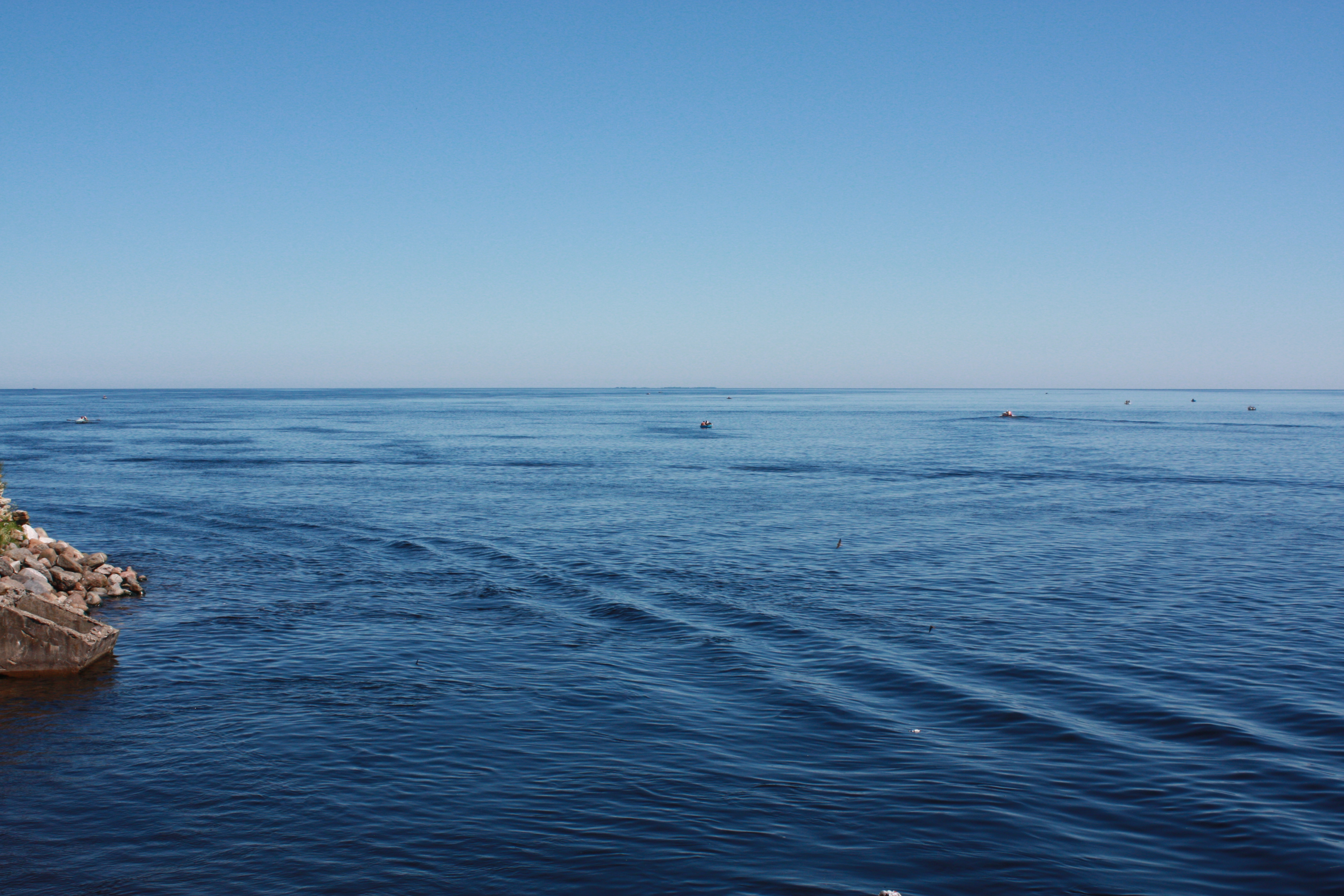
Ладозьке озеро – найбільше в Європі

Багато європейських озер утворилися під час останнього льодовикового періоду. Льодяний щит покривав усю північну Європу. Однак у центральній та південній частині Європи він доходив лише до гірських хребтів. Вплив льодовика серйозно відчули райони, що нині мають велику кількість природних озер – Норвегія, Швеція, Фінляндія та Карело-Кольська частина Росії, де знаходиться Ладозьке озеро - найбільше озеро Європи. Велика кількість озер була утворена й в інших країнах навколо Балтійського моря, а також в Ісландії, Ірландії, північній та західній частинах Великої Британії. 
У центральній частині Європи більшість природних озер знаходиться у гірських районах. Озера на великій висоті відносно невеликі, тоді як у долинах вони більші.
Європейські країни, територія яких лише частково зазнала впливу зледеніння, не мають значної кількістю великих природних озер. У цих районах штучні озера, такі як водосховища та стави, зустрічаються частіше, ніж природні озера.
Озера Європи мають різноманітне походження: льодовикове, тектонічне, вулканічне, карстове, загатне, заплавне.

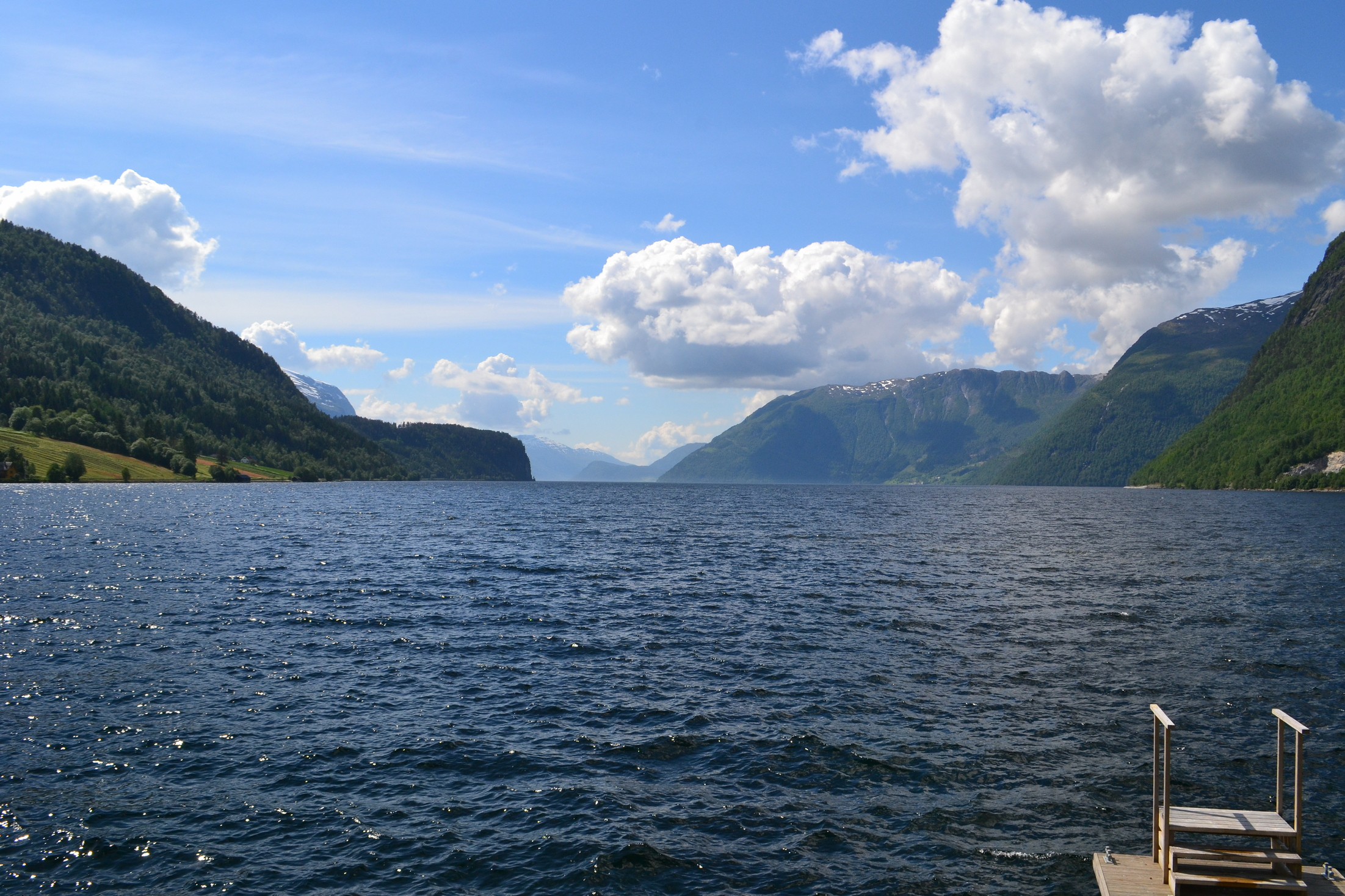
Хорніндальсватнет – найглибше озеро в Європі

### Найбільші за площею озера
1) Ладозьке, 2) Онезьке, 3) Венерн, 4) Саймаа, 5) Чудсько-Псковське, 6) Веттерн, 7) Вигозеро, 8) Ейсселмер, 9) Біле, 10) Пяйянне, 11) Меларен, 12) Інарі, 13) Топозеро, 14) Ільмень, 15) Сегозеро, 16) Пієлінен, 17) Оулуярві, 18) Імандра, 19) Піхлаявесі, 20) Маркермер, 21) Пяозеро, 22) Ковдозеро, 23) Орівесі, 24) Балатон, 25) Женевське, 26) Хауківесі, 27) Боденське.

### Найглибші озера
Хорніндальсватнет – 514 м, Мйоса – 449 м, Комо – 410 м, Лаго-Маджоре – 374 м, Гарда – 346 м, Женевське озеро – 310 м, Лох-Морар – 309 м.

## Водосховища

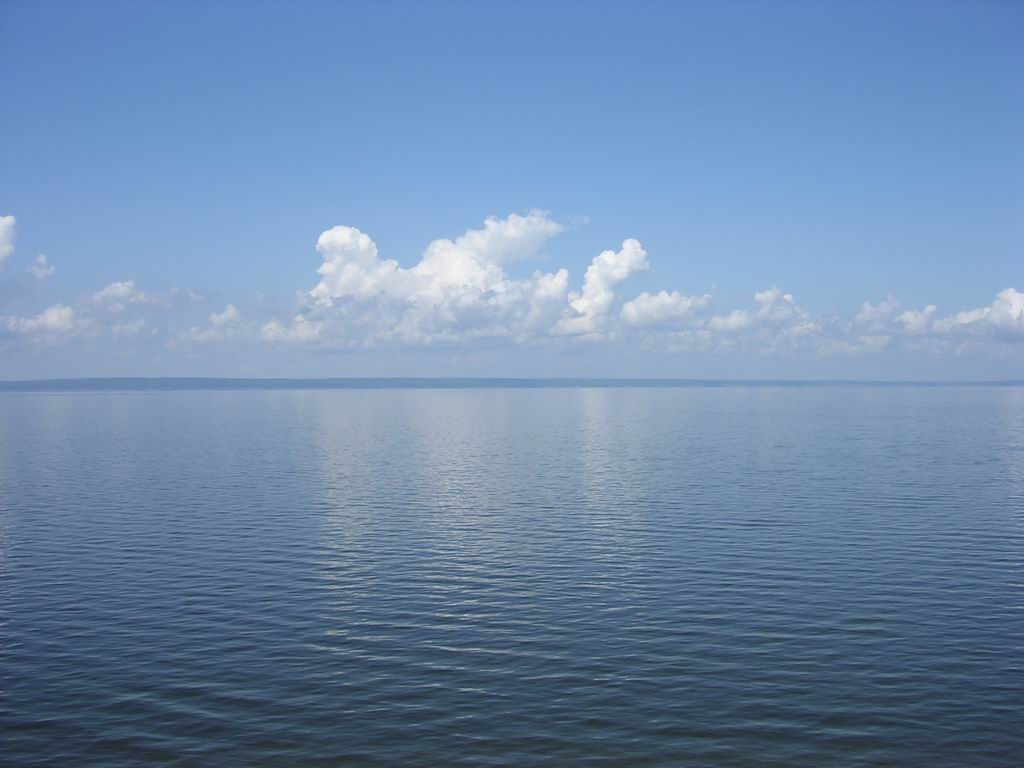
Куйбишевське водосховище на р Волга – найбільше в Європі

Сезонна та міжрічна нерівномірність стоку річок Європи, неоднакова забезпеченість стоком та опадами різних районів визначили потребу регулювання стоку річок шляхом створення водосховищ. Вони необхідні для боротьби з повенями і збільшення стійкого меженного стоку в літній період, коли значно зростає водокористування.. 
Спорудження водосховищ у Європі має давню історію. У їхньому створенні насамперед було зацікавлене сільське господарство. Перші відносно великі іригаційні водосховища будувалися на території нинішньої Іспанії в давньоримський період, починаючи з II ст. до. н. е.

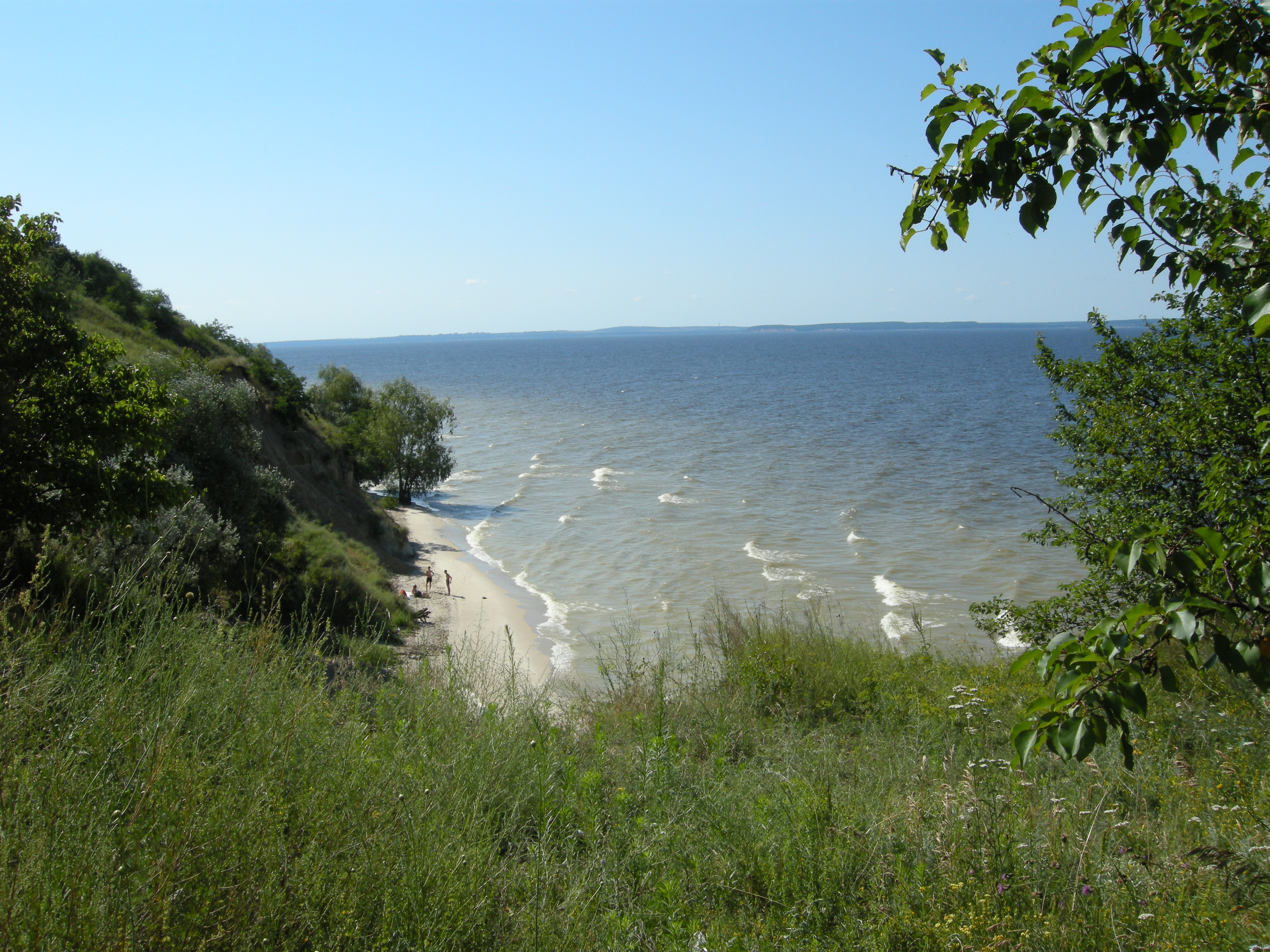
Кременчуцьке водосховище на р Дніпро, яке разом з Каховським входять у десятку найбільших водосховищ Європи

За даними Європейського агентства з довкілля, у Європі налічується близько 7000 значних водосховищ. Крім того, існують тисячі штучних водойм меншого розміру (стави). Державами з найбільшою кількістю водосховищ в Європі є: Іспанія (близько 1200), Україна (понад 1100), Туреччина (близько 610), Велика Британія (близько 570). Іншими країнами з великою кількістю водосховищ є Франція (близько. 550), Італія (близько. 530), Норвегія (близько 364), Росія (близько 250)  та Швеція (близько 190). 
Із 12 європейських водосховищ площею понад 1000 км2 десяток знаходиться в Росії, а два (Кременчуцьке і Каховське) – в Україні. Найбільшим водосховищем в Європі є Куйбишевське на р. Волга.

### Найбільші за площею водосховища
1) Куйбишевське, 2) Рибінське, 3) Волгоградське, 4) Цимлянське, 5) Нижньокамське, 6) Чебоксарське, 7) Кременчуцьке, 8) Каховське, 9) Камське, 10) Саратовське, 11) Горьківське, 12) Воткінське, 13) Київське, 14) Верхньотуломське, 15) Канівське.

### Найвищі греблі водосховищ
Гранд-Діксенс - 285 м, Інгурська ГЕС - 272 м, Вайонт - 262 м, Мовуазен - 250 м.

## Моря

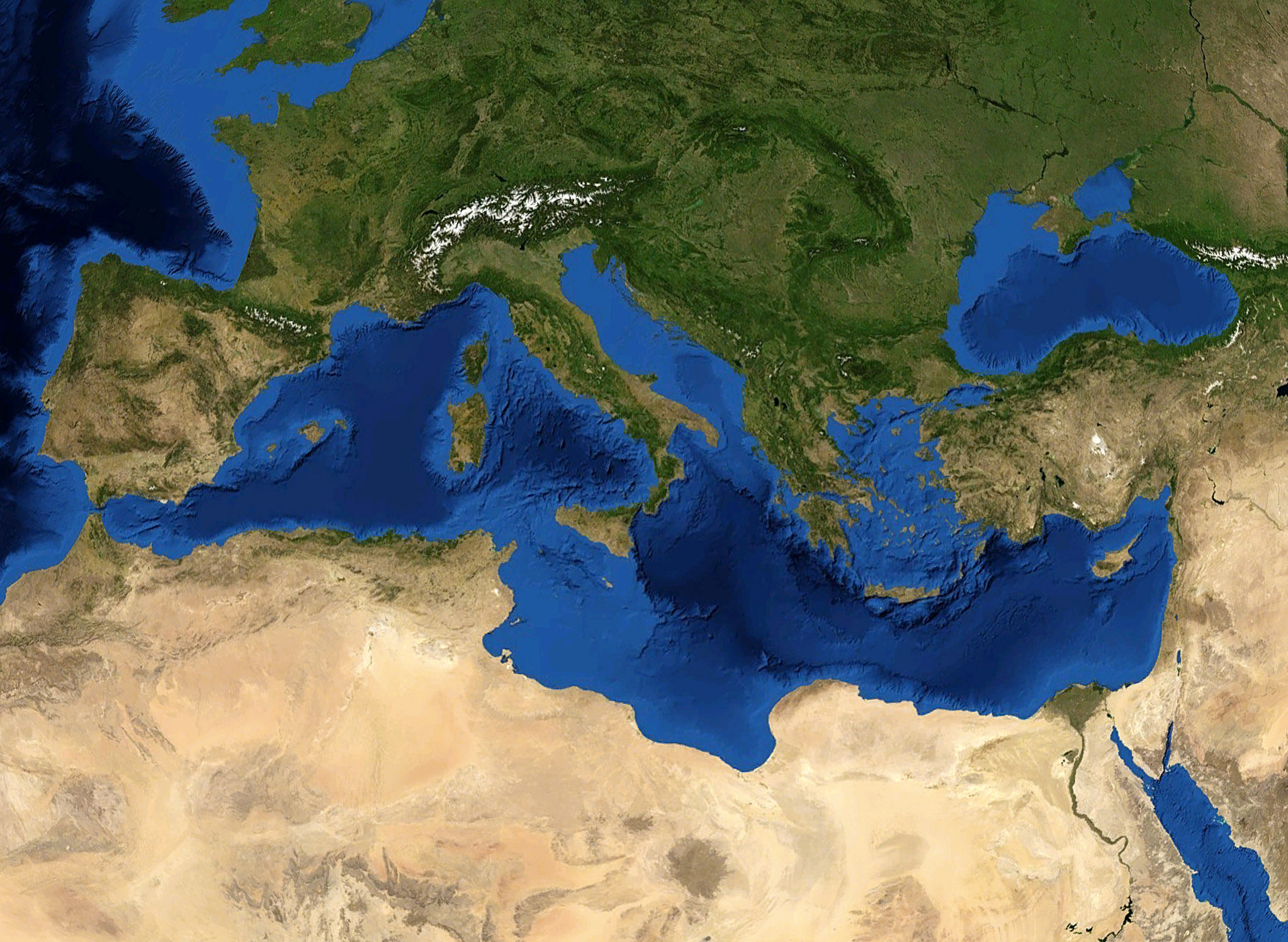
Середземне море

Європа - найфрагментованіша частина світу, з добре розвиненою береговою лінією, довжина якої становить близько 38 тис. км (без берегової лінії островів). У західній частині Європи на частку островів і півострівів припадає одна третина всього суходолу.
Береги Європи омиваються морями Північного Льодовитого. (Карське, Баренцове, Біле) та Атлантичного океанів (Норвезьке, Балтійське, Північне, Ірландське, Гебридське, Кельтське, Середземне, Мармурове, Чорне, Азовське). 
Північні береги Піренейського півострова омиваються Біскайською затокою Атлантичного океану. 
Середземне море, в свою чергу, поділяється на сім менших морів: Альборан; Балеарське; Лігурійське; Тірренське; Іонічне; Адріатичне; Егейське. 
Варто також відзначити, що на південному сході Європи, на її стику з Азією, розташоване безстічне Каспійське море-озеро.. 
Між Атлантичним та Північним Льодовитим океанами проходить так званий Атлантичний поріг. Географічно він розташований між узбережжями Гренландії та Скандинавії. Максимальні глибини тут трохи більші 600 м. На північ і на південь від порогу знаходяться глибокі улоговини, що відносяться до Північного Льодовитого океану та Атлантики відповідно. Глибини тут понад 3-4 тис. м.